# Sintea Mare
Sintea Mare là một xã thuộc hạt Arad, România. Dân số thời điểm năm 2002 là 3670 người.